# Дераа
Дераа или Дараа („крепост“, сравняема с античния град Дура Европос) (на арабски: درعا, Darʿā, Dara’a, Deraa, Dera) е град в Южна Сирия, край границата с Йордания.

## География
Административен център на мухафаза (област) Дераа. Координати 32°37′31″ с. ш. 36°06′22″ и. д. / 32.625278° с. ш. 36.106111° и. д.. Средна надморска височина - 435 м. Според официални данни има 97 969 жители към 22.09.2004 г., докато в цялата област Дераа живеят 1 027 000 души.

## История
Един от най-древните градове на Сирия. След падането на Селевкидите градът влиза в Римската империя, после преминава към Византийската империя. След завземането от арабите през 636 г. градът става арабски, какъвто е и днес.
На 18-20 март 2011 г. са проведени демонстрации за реформи в страната. Демонстрантите са разгонени, а десетки са убити, след като правителствените сили използват бойно оръжие. Въпреки жертвите демонстрациите са подновени на 28 март, отново с десетки жертви.
Това дава начало на Гражданската война в страната от 2011-2013 г.